# روستی ۱۷۰۳۳
سیارک ۱۷۰۳۳ (به انگلیسی: 17033 Rusty، نامگذاری:1999FR9) هفده هزار و سی و سومین سیارک کشف شده‌است که در ۲۲ مارس ۱۹۹۹ کشف شد.
قدر مطلق سیارک برابر ۱۴.۸ است.